# 1723 en musique classique
| \| • Retour à la chronologie générale de la musique classique • \| |
| Grèce • Rome • Haut Moyen Âge • VIIIe siècle • IXe siècle • Xe siècle • XIe siècle XIIe siècle • XIIIe siècle • XIVe siècle • XVe siècle • XVIe siècle • XVIIe siècle XVIIIe siècle • XIXe siècle • XXe siècle • XXIe siècle |
| • Retour à la chronologie générale de la musique classique • |

| Années en musique classique : 1720 - 1721 - 1722 - 1723 - 1724 - 1725 - 1726    |
| Décennies en musique classique : 1690 - 1700 - 1710 - 1720 - 1730 - 1740 - 1750 |

## Événements
- Janvier : Ercole sul Termodonte, opéra d'Antonio Vivaldi, créé à Rome
- 12 janvier : Ottone, opéra de Georg Friedrich Haendel, créé au King's Theatre de Londres.
- 6 avril : Wassermusik de Georg Philipp Telemann, à l'occasion du centenaire de l'Amirauté de Hambourg.
- 14 mai : Flavio, opéra de Georg Friedrich Haendel, créé au King's Theatre de Londres.
- 23 juin : Erminia, serenata d'Alessandro Scarlatti créée à Naples.
- Les Fêtes grecques et romaines, de François Colin de Blamont.
- Livre de sonates pour violon, de Jean-Marie Leclair.
- La Gamme et autres morceaux de symphonie, de Marin Marais.
- Renaud ou la suite d'Armide, de Henry Desmarest.
- Jean-Sébastien Bach s’installe à Leipzig, il écrit la première version du Magnificat, quelques motets, et les cantates :
  - Bringet dem Herrn Ehre seines Namens,
  - Christus, der ist mein Leben,
  - Du sollt Gott, deinen Herren, lieben,
  - Die Elenden sollen essen,
  - Erforsche mich, Gott, und erfahre mein Herz,
  - Es ist nichts Gesundes an meinem Leibe,
  - Es reißet euch ein schrecklich Ende,
  - Herr, gehe nicht ins Gericht mit deinem Knecht,
  - Herz und Mund und Tat und Leben,
  - Die Himmel erzählen die Ehre Gottes,
  - Höchsterwünschtes Freudenfest,
  - Ich glaube, lieber Herr, hilf meinem Unglauben,
  - Ihr Menschen, rühmet Gottes Liebe,
  - Lateinische Ode (perdue),
  - O Ewigkeit, du Donnerwort (BWV 60),
  - Preise, Jerusalem, den Herrn,
  - Schauet doch und sehet, ob irgend ein Schmerz sei,
  - Siehe, es hat überwunden der Löwe,
  - Warum betrübst du dich, mein Herz,
  - Was soll ich aus dir machen, Ephraim.

## Naissances

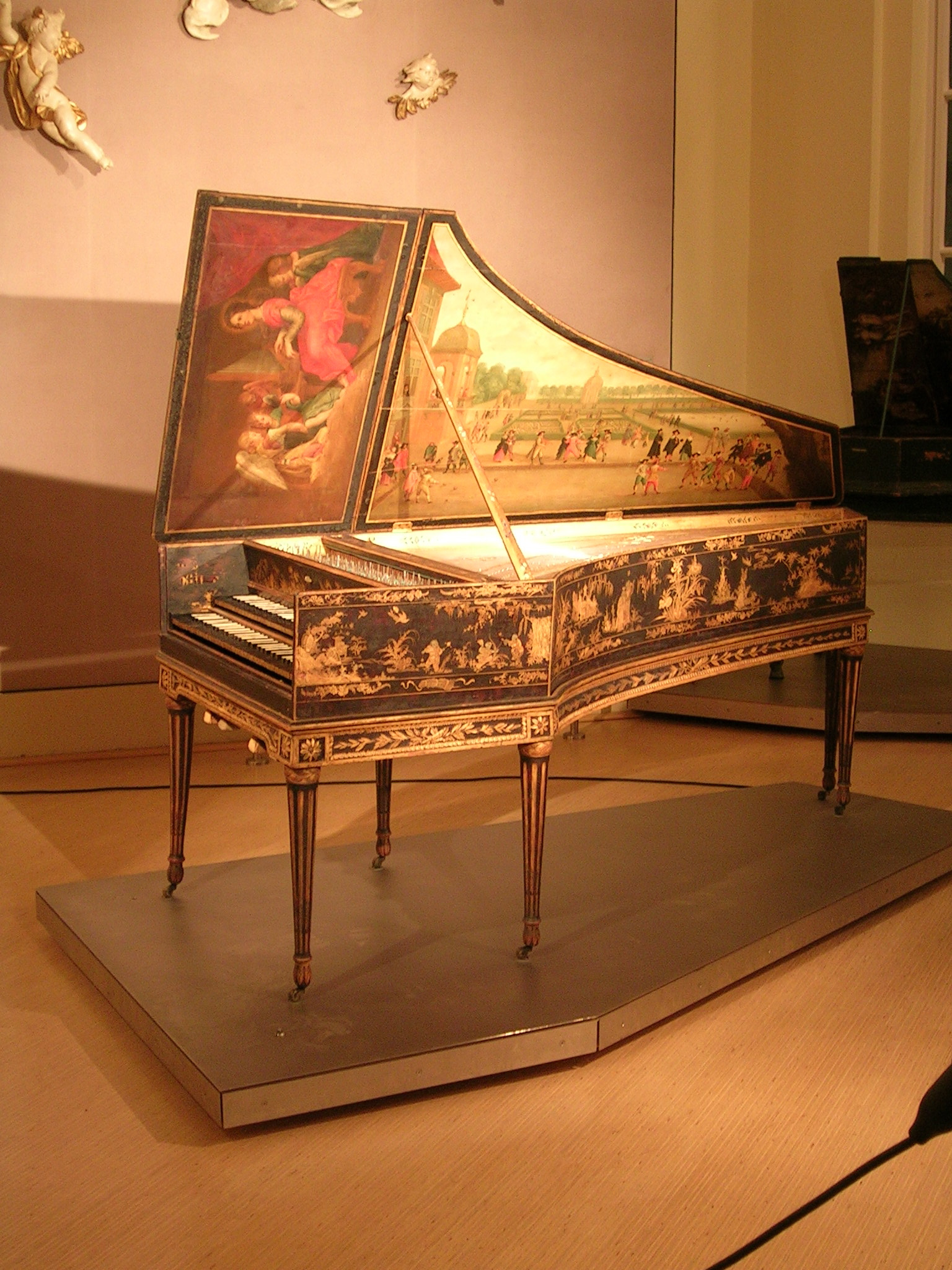
Clavecin Taskin

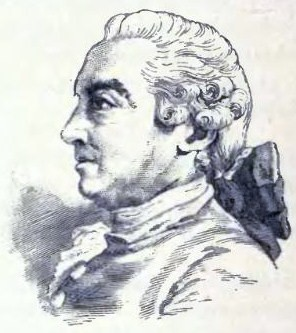
Francesco Antonio Uttini

- 25 avril : Giovanni Marco Rutini, compositeur et claveciniste italien († 23 décembre 1797).
- 18 juin : Giuseppe Scarlatti, compositeur italien († 17 août 1777).
- 30 juin : Christian Ernst Graf, compositeur et maître de chapelle d’origine allemande († 17 juillet 1804).
- 27 juillet : Pascal-Joseph Taskin, facteur de clavecins liégeois installé à Paris († 9 février 1793).
- 9 novembre : Anne Amélie de Prusse, compositrice allemande († 30 mars 1787).
- 22 décembre : Karl Friedrich Abel, gambiste et compositeur allemand († 20 juin 1787).

Date indéterminée
- Domenico Auletta, compositeur et organiste italien († 1753).
- Teresa Imer, chanteuse, directrice de théâtre et salonnière italienne († 19 août 1797).
- Jean-Jacques Robson, compositeur flamand († 1785).
- Francesco Antonio Uttini, compositeur italien et maître de chapelle († 25 octobre 1795).

## Décès
- 7 février : Carlo Francesco Pollarolo, compositeur italien, principalement d’opéras.
- 23 septembre : William Babell, compositeur et claveciniste anglais (° 1689/1690).

Date indéterminée :
- Michel Danican Philidor, compositeur (° 1683).